# Chromosom 20 (Mensch)

Idiogramm des menschlichen Chromosoms 20

Chromosom 20 ist eines von 23 Chromosomen-Paaren des Menschen. Ein normaler Mensch hat in den meisten seiner Zellen zwei weitgehend identische Kopien dieses Chromosoms.

## Entschlüsselung des Chromosoms 20
Das Chromosom 20 besteht aus 62,4 Millionen Basenpaaren. Ein Basenpaar ist die kleinste Informationseinheit der DNA. Das Chromosom 20 enthält etwa 2 % der gesamten DNA einer menschlichen Zelle. Die Identifizierung der Gene auf diesem Chromosom ist der Teil eines laufenden Prozesses zur Entschlüsselung des menschlichen Erbgutes. Auf dem Chromosom 20 befinden sich zwischen 600 und 800 Gene. Bisher sind 603 davon bekannt.

## Bekannte Gene auf dem Chromosom 20
Das Chromosom 20 enthält unter anderem folgende Gene:
- ADA: Adenosin-Desaminase
- CST3: Cystatin C
- GSS: Glutathionsynthase
- GHRH: Somatoliberin
- PTPN1: Protein Tyrosine Phosphatase (N1)[3]

## Medizinische Bedeutung

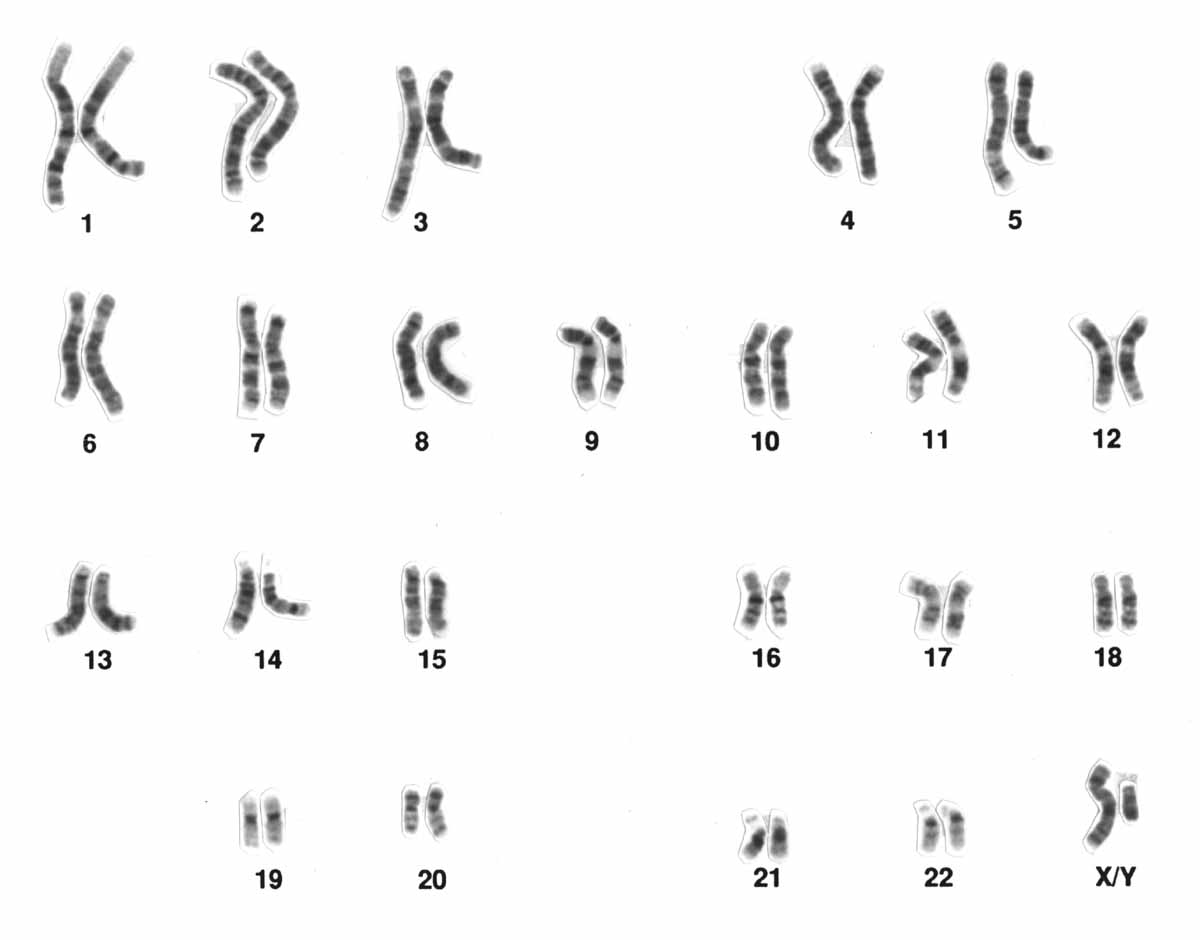
Die 46 Chromosomen des Menschen

Mit den auf dem Chromosom 20 befindlichen Genen werden folgende genetisch bedingte Krankheiten oder Symptome in Verbindung gebracht. Dies sind unter anderem:
- Alagille-Syndrom
- Alzheimer-Krankheit
- Atopisches Ekzem
- Benigne familiäre Epilepsie
- Brachydaktylie Typ C
- Creutzfeldt-Jakob-Krankheit
- Gerstmann-Sträussler-Scheinker-Syndrom
- Typ-2-Diabetes
- HARP-Syndrom (Hypoprebetalipoproteinämie, Acanthozytose, Retinopathia Pigmentosa)
- Laurence-Moon-Biedl-Bardet-Syndrom 6
- Morbus Hirschsprung
- Kallmann-Syndrom Typ 3
- Kindler-Syndrom
- McKusick-Kaufman-Syndrom
- MODY Typ 1
- Neurodegeneration mit Eisenablagerung im Gehirn
- Okihiro-Syndrom
- Transmissible spongiforme Enzephalopathie
- Waardenburg-Syndrom Typ IV
- Zöliakie